# Erich Hampe
Erich Hampe (17 de diciembre de 1889, Gera, Imperio alemán - Alemania Occidental, Bonn, 28 de junio de 1978) fue un oficial de Ejército alemán con el rango de Mayor General, quien se desempeñó como Jefe del Departamento de Tropas Técnicas en el OKH durante la Segunda Guerra Mundial. Anteriormente fue Vicepresidente de Technische Nothilfe, así como editor y autor de la historia oficial de la defensa civil alemana durante la Segunda Guerra Mundial. Durante los años de la posguerra, se desempeñó como primer presidente de la Agencia Federal de Defensa Civil (Bundesanstalt für zivilen Luftschutz).

## Datos biográficos
Nacido en 1889, Erich Hampe era hijo del médico general Ernst Hampe. Hampe ingresó al servicio militar dentro del Ejército alemán en 1908 como candidato a oficial. En 1912, cuando fue dado de alta a la Reserva del Ejército. Posteriormente, Hampe comenzó a trabajar como editor jefe del periódico "Die Post", que cooperaba estrechamente con el Partido Conservador Libre. 
Con el estallido de la Primera Guerra Mundial, Hampe fue llamado en agosto de 1914 y asignado a un destacamento de ametralladoras; fue enviado al Cuerpo de Guardias y ordenado al Frente occidental. Participó en la Primera batalla de Ypres, la Primera batalla de Champaña, la Ofensiva de Gorlice-Tarnów y la Batalla de Verdún. Su servicio militar terminó el 30 de noviembre de 1919, cuando se retiró del ejército. Durante su servicio en el ejército, Hampe fue galardonado con las dos clases de la Cruz de Hierro y Medalla Hesse por la Valentía. 
A principios de 1920 en la República de Weimar, trabajó como Vicejefe de Technische Nothilfe (TN). En 1941 fue transferido a la Wehrmacht y sirvió como inspector general de las Tropas Técnicas (que se originaron en unidades TN transferidas al ejército). En el servicio público de Alemania Occidental en 1950, comenzó con la reconstrucción de Technisches Hilfswerk, continuó como jefe de división en el Ministerio Federal del Interior alemán y, finalmente, como primer presidente de la Agencia Federal de Defensa Civil (Bundesanstalt für zivilen Luftschutz). Hampe murió en 1978 en Hangelar, cerca de Bonn.